# Cryptostomaria biseriata
Cryptostomaria biseriata är en mossdjursart som först beskrevs av Campbell Easter Waters 1888.  Cryptostomaria biseriata ingår i släktet Cryptostomaria och familjen Cellariidae. Inga underarter finns listade i Catalogue of Life.